# Тараканово (Архангельская область)
Тараканово — деревня в Приморском районе Архангельской области. Входит в состав Лисестровского сельского поселения (муниципальное образование «Лисестровское»).

## Географическое положение
Деревня расположена на правом берегу реки Лесная, рядом с западной границей городского округа «Город Новодвинск». На северо-западе проходят железнодорожные пути, соединяющие вышеупомянутый городской округ со станцией Исакогорка.

## Население
| Население                            | на 1 января 2010 года |
| ------------------------------------ | --------------------- |
| В возрасте до 16 лет                 | 0                     |
| Трудовые ресурсы (из них работающих) | 1 (1)                 |
| Пенсионеры                           | 1                     |
| Всего                                | 2                     |
| Прибыло / выбыло (за год)            | 0 / 0                 |
| Родилось / умерло (за год)           | 0 / 0                 |

## Инфраструктура
Жилищный фонд деревни составляет 0,5 тыс. м². Объекты социальной сферы и стационарного торгового обслуживания населения на территории населённого пункта отсутствуют. Имеется автобусное транспортное сообщение с административным центром муниципального района.